# Pancorius dentichelis
Pancorius dentichelis là một loài nhện trong họ Salticidae.
Loài này thuộc chi Pancorius. Pancorius dentichelis được Eugène Simon miêu tả năm 1899.